# Károly Koch
Károly Jakab Koch (* 3. September 1885; † 24. März 1932 in Budapest) war ein ungarischer Steuermann im Rudern.

## Sport
Károly Koch gehörte dem Pannónia Evezős Egylet an und gewann zwischen 1914 und 1927 insgesamt 15 ungarische Meistertitel. Zudem konnte er bei mehreren Europameisterschaften insgesamt 2 Silber- und 3 Bronzemedaillen gewinnen. Mit István Szendeffy, Sándor Hautzinger, Zoltán Török und Lajos Wick bildete Koch bei den Olympischen Sommerspielen 1924 das ungarische Boot in der Vierer mit Steuermann-Regatta. Da das Boot der Ungarn beim Transport nach Paris beschädigt wurde, schieden sie im Hoffnungslauf vorzeitig aus.
Koch engagierte sich in seinem Verein auch als Trainer und Vorstandsmitglied. Ab 1924 war er Generalsekretär des ungarischen Ruderverbandes. 1932 starb Koch nach einer langen Krankheit im Alter von 46 Jahren.